# عمرة بنت مرداس
عمرة بنت مرداس بن أبي عامر السلمية. أمها الخنساء وهي شاعرة مثلها. كان لها أخوان يزيد، والعباس. قُتل يزيد بثأر قيس بن الأسلت، ومات العباس في الشام سنة 16 هـ فأخذت ترثيهما، وخبرها هنا أشبه بخبر أمها مع إخوتها (أخوال عمرة).
قالت ترثي أخاها يزيد:
وقالت في أخيها العباس وقد مات بالشام سنة 16 هجرية (حوالي 637م):
هي أخت معاوية بن مرداس.